# 댈러스 카우보이스
댈러스 카우보이스(Dallas Cowboys)는 텍사스주 댈러스에 연고를 둔 미국의 프로 미식축구 팀이다. 이 팀은 내셔널 풋볼 콘퍼런스(NFC) 동남지구에 속해 있다. 홈구장은 AT&T 스타디움 (AT&T Stadium)이며 1971년, 1977년, 1992년, 1993년, 1995년에 슈퍼볼에 진출했다. '미국의 팀 (America's Team)'이라는 별명을 지니고 있다.

## 수상 실적
- 슈퍼볼 우승 (5회): 1971년(VI), 1977년(XII), 1992년 (XXVII),1993년(XXVIII),1995년(XXX)
- 연맹 우승 (10회)
  - NFC: 1966년, 1967년, 1970년, 1971년, 1975년, 1977년, 1978년, 1992년, 1993년, 1995년
- 디비전(Division) 우승 (21회)
  - NFL Captitol: 1967, 1968, 1969
  - NFC East: 1970, 1971, 1972, 1973, 1976, 1977, 1978, 1979, 1980, 1985, 1992, 1993, 1994, 1995, 1996, 1998, 2007, 2009

## 홈구장
- 코튼 볼(Cotton Bowl) (1960-1971)
- 텍사스 스타디움(Texas Stadium) (1971-2008)
- AT&T 스타디움(AT&T Stadium) (2009-현재)